# Mario Parga
Mario Parga (Lytham, 7 augustus 1969) is een Britse rockgitarist.

## Biografie
Mario Parga, geboren in Lytham, Lancashire, Engeland op 7 augustus 1969, trad eind jaren 1980 in de schijnwerpers, toen hij verscheen in tal van gitaar- en rocktijdschriften zoals Guitar Player, Metal Hammer, Kerrang, Metal Forces en een live-gitaarsolo speelde in MTV's Metal Hammer-show.
Tijdens de vroege jaren 1990 toerde, speelde en nam Parga op met tal van artiesten, met name Cozy Powell en Graham Bonnet. In 1991 werd zijn debuut instrumentale gitaaralbum The Magician uitgebracht door President Records.[5] [7] Ontgoocheld door de muziekindustrie trok Parga zich terug uit het circuit, totdat hij in 1998 weer opdook in Los Angeles, waar hij gitaar speelde op Graham Bonnets The Day I Went Mad.
Door velen beschouwd als een van de grootste sweep arpeggio-spelers van  gitaarstukken en neoklassieke metalgenres, combineert Parga complexe arpeggiopatronen met snel afwisselende aanslagen, sweep-picking en snaarbuigen. Parga werd in de editie van juli 2008 van het internationale tijdschrift Guitar World vermeld als een van de 50 snelste gitaristen ter wereld (alternatieve aanslagtechniek) op basis van een wetenschappelijk experiment met het klokken van noten. Ondanks zijn verbazingwekkende snelheid staat hij ook bekend om zijn zeer emotionele langzamere spel.
In 2000 werd Parga benaderd door het gitaarlabel Liquid Note Records en nam hij zijn instrumentale Valse Diabolique op voor hun album The Alchemists. Twee jaar later nam hij zijn ballad Hourglass op voor Warmth in the Wilderness II voor Lion Music, een eerbetoon aan collega-gitarist Jason Becker.
Begin 2007 kondigde Parga de oprichting aan van zijn eigen platenlabel MidnightCafe Music (de naam ontleend aan zijn nummer The Midnight Café van The Magician) om zijn toekomstige instrumentale rockgitaarmuziek daar uit te brengen. Zijn langverwachte album Entranced werd op 14 april 2007 bij het label uitgebracht.

## Privéleven
Mario Parga woont in Las Vegas (Nevada) met zijn vrouw Shawna en hun dochter Skye.